# Kazimierz Kluz
Kazimierz Kluz, właśc. Józef Kazimierz Kluz (ur. 17 stycznia 1925 w Ołpinach, zm. 5 grudnia 1982 w Trutnowach) – polski duchowny rzymskokatolicki, biskup pomocniczy gdański w latach 1972–1982.

## Życiorys
Urodził się w Ołpinach, w rodzinie dość zamożnych rolników. W 1947 rozpoczął studia w seminarium duchownym w Tarnowie, a następnie w 1949 w seminarium częstochowskim w Krakowie.
24 czerwca 1951 przyjął święcenia kapłańskie w katedrze św. Rodziny w Częstochowie i rozpoczął służbę duszpasterską w diecezji gdańskiej. Początkowo był wikariuszem w parafii Matki Bożej Bolesnej, a od 1957 przy kościele katedralnym w Gdańsku Oliwie. 2 stycznia 1958 został proboszczem parafii św. Józefa przy kościele Chrystusa Króla.
12 maja 1972 został mianowany biskupem pomocniczym diecezji gdańskiej ze stolicą tytularną Hilta. Święcenia biskupie otrzymał 12 czerwca 1972 w bazylice Wniebowzięcia Najświętszej Maryi Panny w Gdańsku. Udzielił mu ich kardynał Stefan Wyszyński, arcybiskup metropolita gnieźnieński i warszawski, któremu asystowali Lech Kaczmarek, biskup diecezjalny gdański, i Andrzej Wronka, biskup pomocniczy wrocławski. Jako dewizę biskupią przyjął słowa „Caritas Christi urget me” (Miłość Chrystusa przynagla mnie).
Zginął 5 grudnia 1982 w wypadku samochodowym w drodze powrotnej z wizyty duszpasterskiej w parafii św. Apostołów Piotra i Pawła w Trutnowach. Pochowany został w krypcie biskupów gdańskich w katedrze w Gdańsku-Oliwie.